# Leucoloma malabarense
Leucoloma malabarense är en bladmossart som beskrevs av Bescherelle, Ferdinand François Gabriel Renauld och Jules Cardot 1905. Leucoloma malabarense ingår i släktet Leucoloma och familjen Dicranaceae. Inga underarter finns listade i Catalogue of Life.